# Kerkstraat (Hoorn)
De Kerkstraat is een straat in de binnenstad van de Nederlandse gemeente Hoorn, provincie Noord-Holland. De straat verbindt de twee pleinen Roode Steen en Kerkplein. Omdat de Roode Steen het oudste plein is, wordt er vanaf dat plein genummerd.

## Geschiedenis
De straat ligt op de plek waar ooit het riviertje de Gouw stroomde. Het water stroomde via de volgende straten Nieuwland, de Gouw, de Nieuwstraat via het Kerkplein, de Kerkstraat, de Roode Steen en de Grote Havensteeg naar het water van de Nieuwendam naar de Zuiderzee. Hoewel de naam Kerkstraat op een oorkonde uit 1382 staat, staat rond 1400 de straat ook bekend als Waterstraat. De oorkonde vermeldt een hofstede in de Kercstraete. De naam Waterstraat kon echter ook de waterweg aanduiden en niet zozeer het verharde gedeelte. Demping van de waterweg vond plaats omstreeks 1420. Volgens Velius was dit het deel vlak voor de sluis die het water van het achterland van dat van de haven aan de Nieuwendam scheidde. De straat, in het begin dus de kade, is vernoemd naar de nabijgelegen Grote Kerk, waarvan de oudste kerk in de 14e eeuw gebouwd werd.

## Monumenten
Alleen Kerkstraat 3 is aangewezen als beeldbepalend pand, alle andere panden in de straat hebben de status van rijksmonument. In de straat bevinden zich anno 2022 geen gemeentelijke of provinciale monumenten. Hieronder een overzicht van de monumenten:

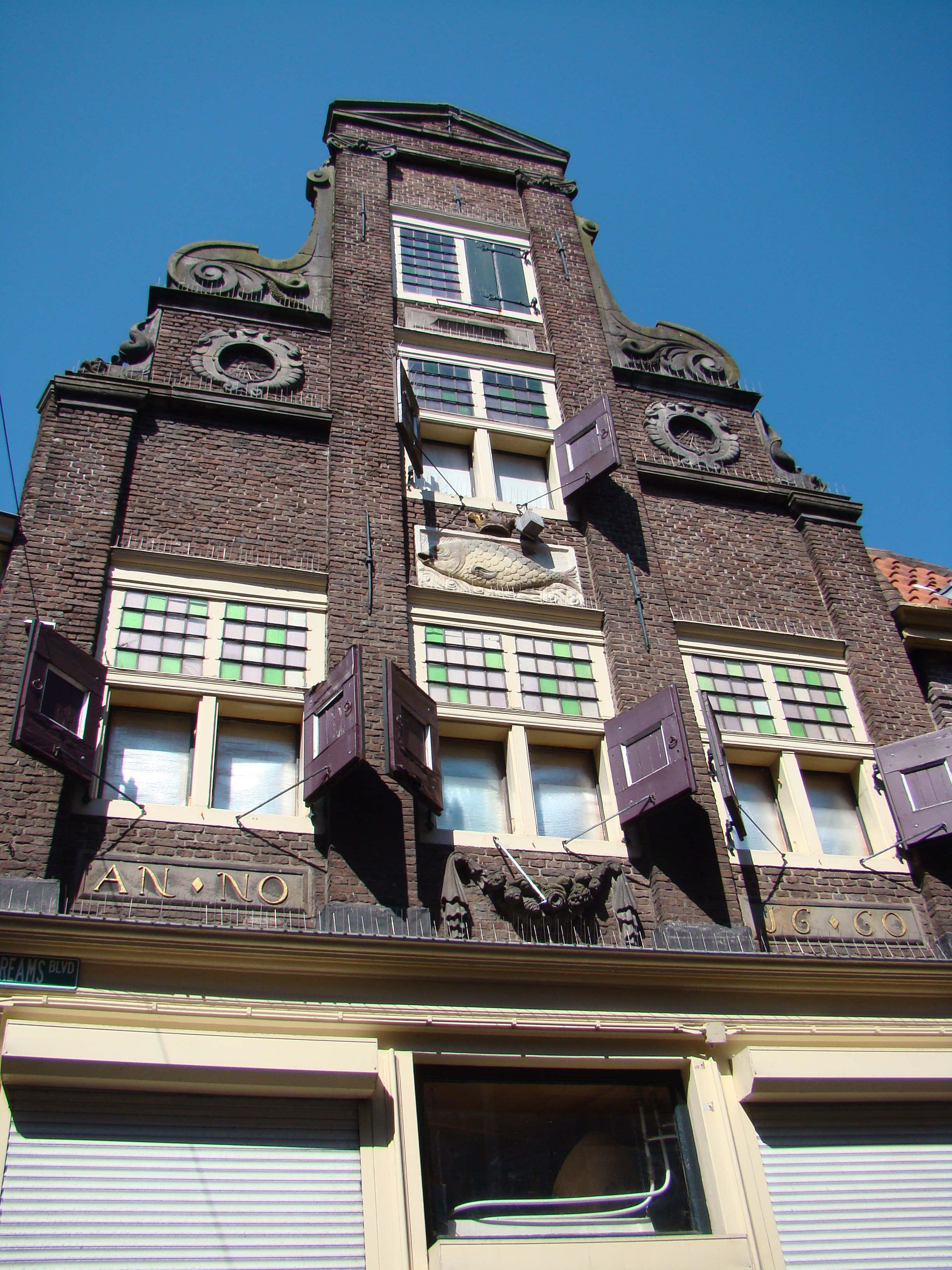
Kerkstraat 1
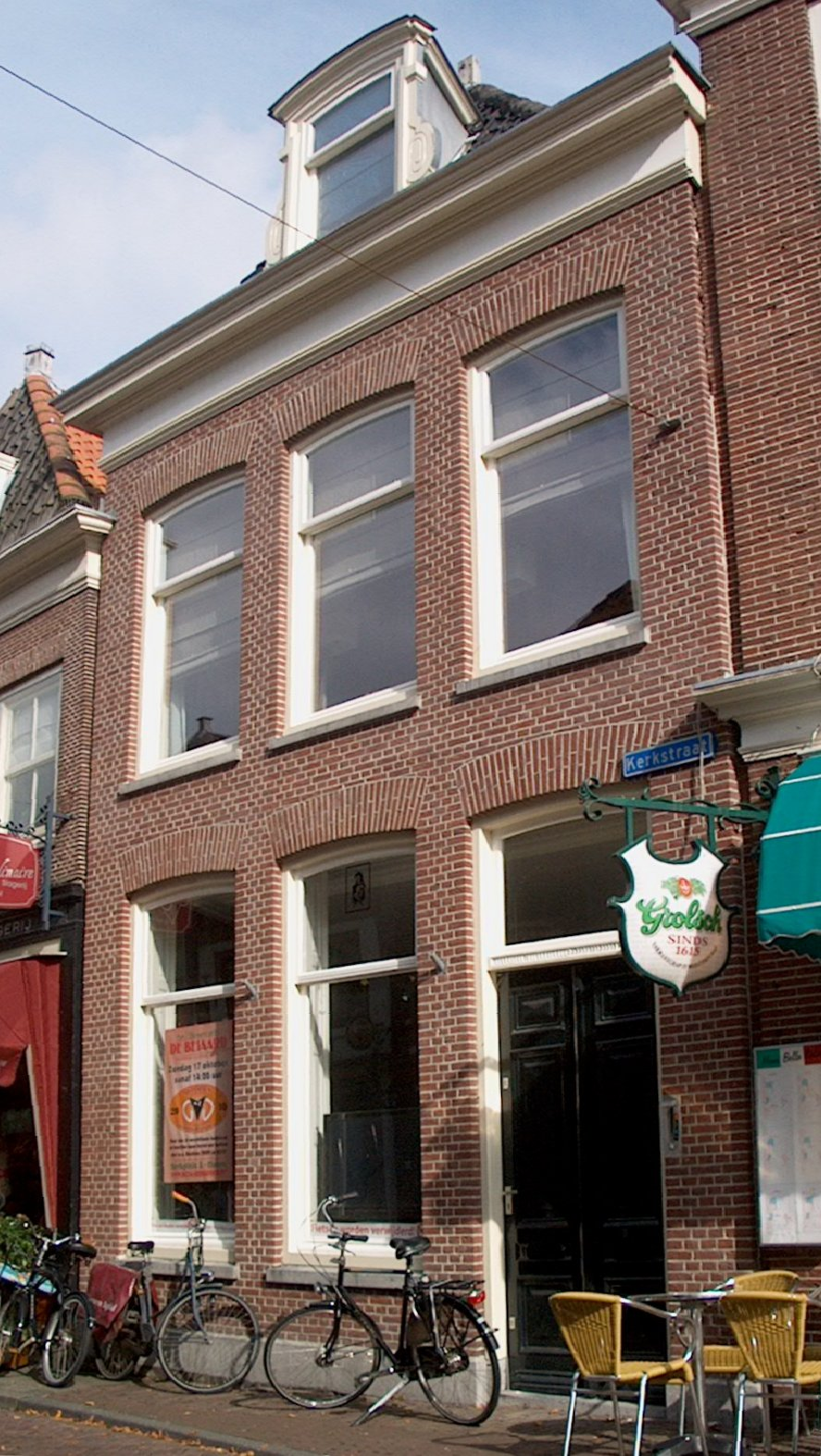
Nummer 2
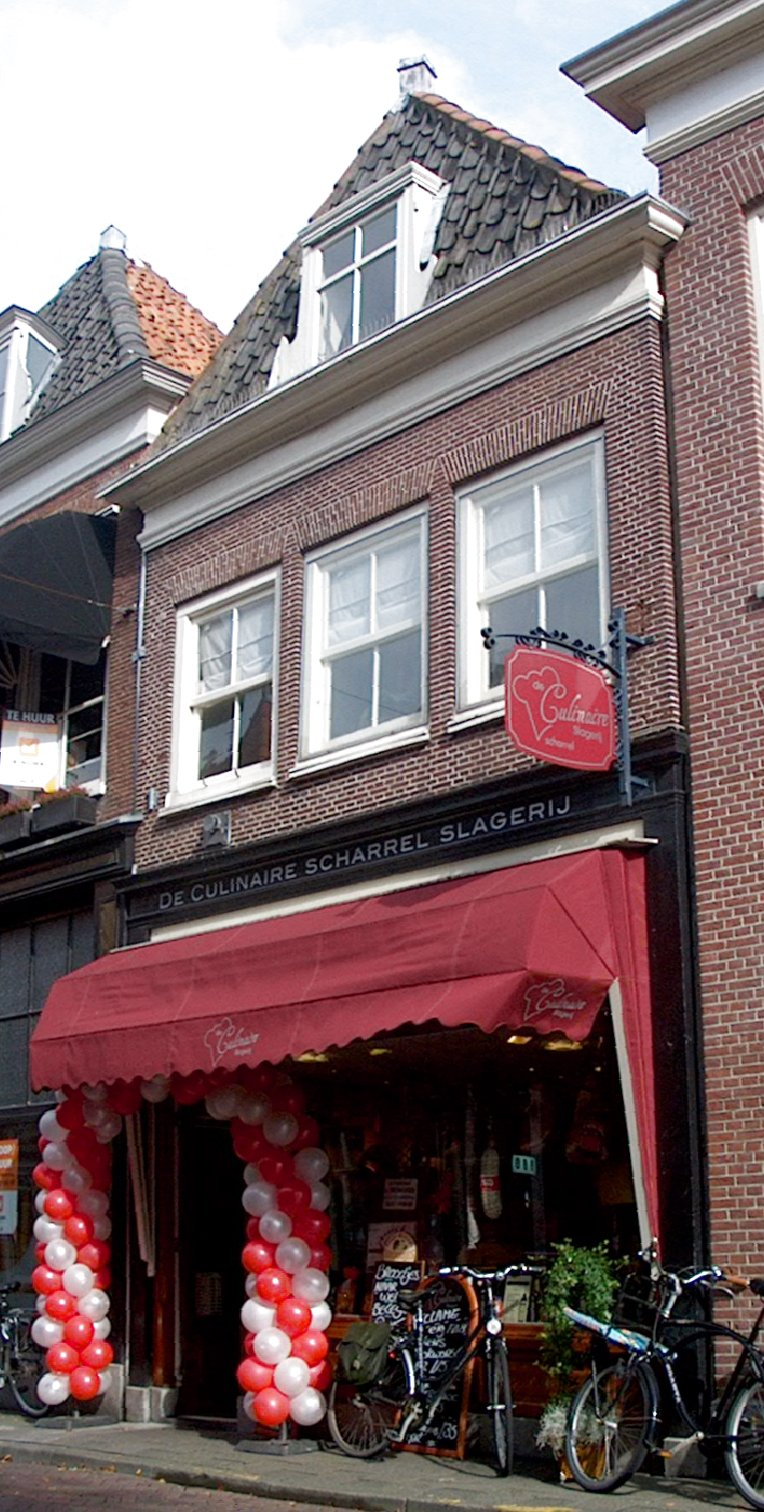
Nummer 4
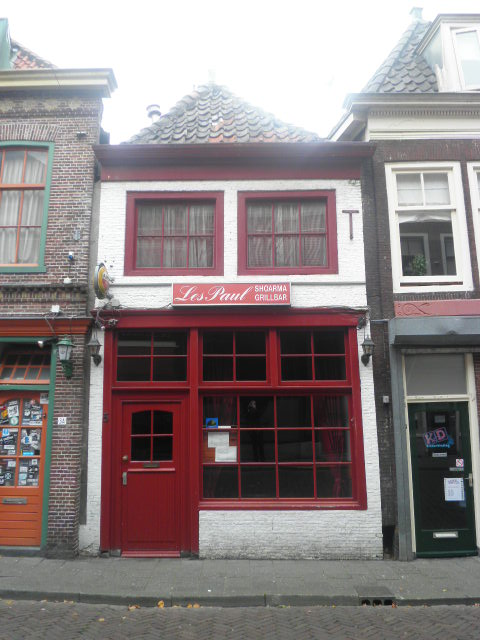
Nummer 5
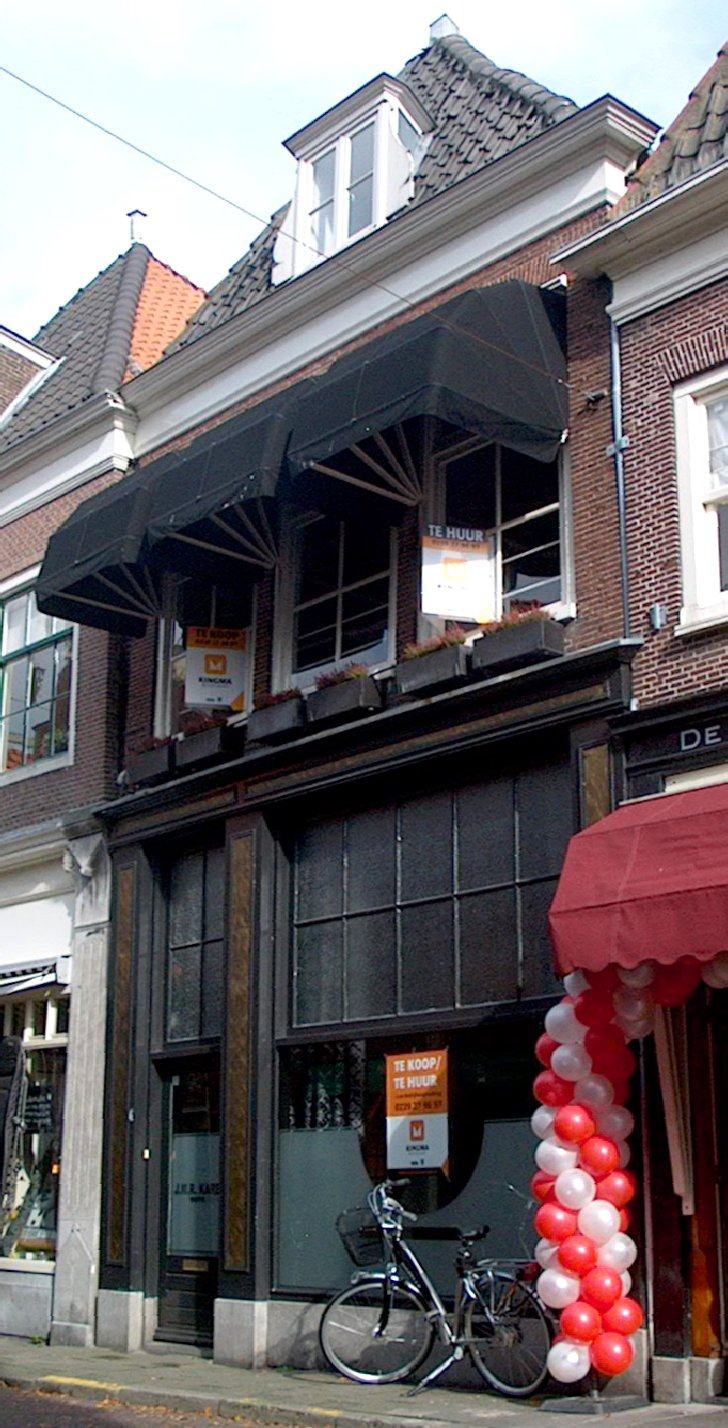
Nummer 6
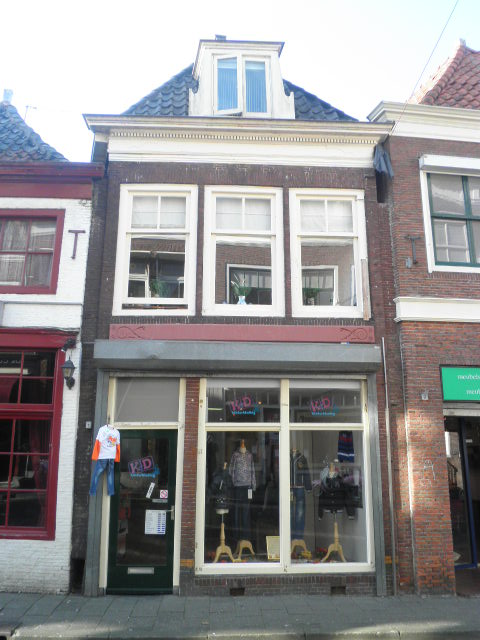
Nummer 7
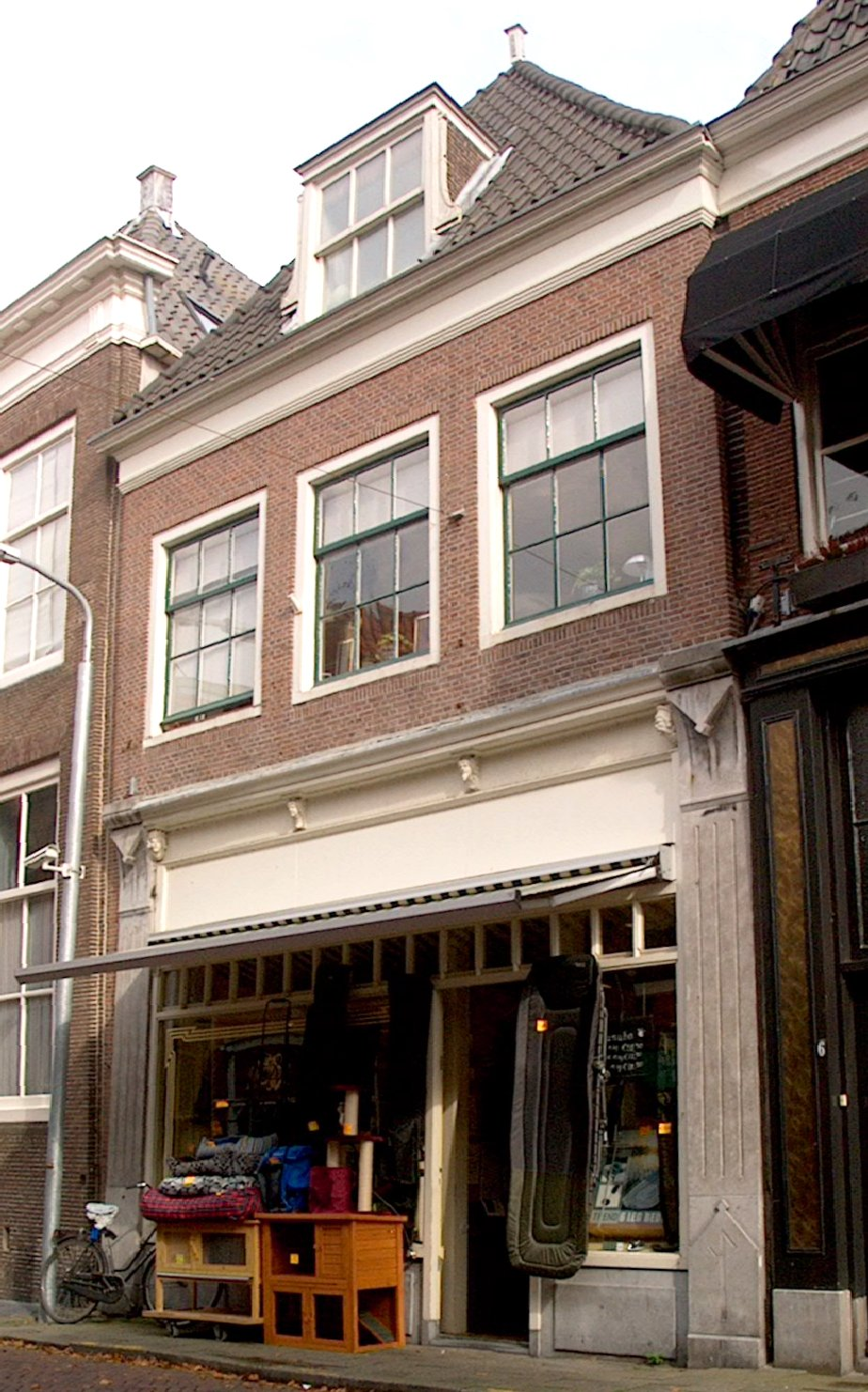
Nummer 8
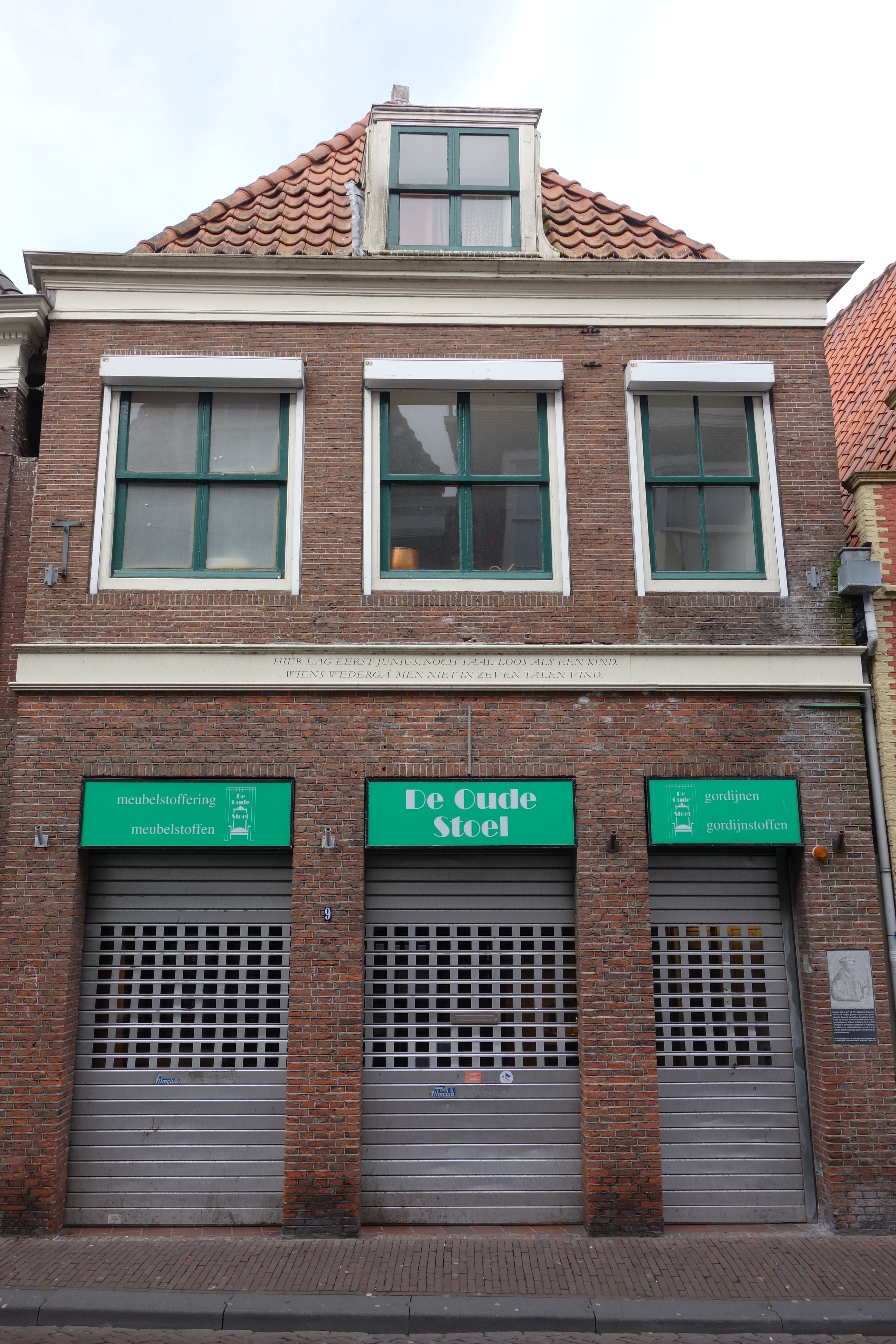
Nummer 9
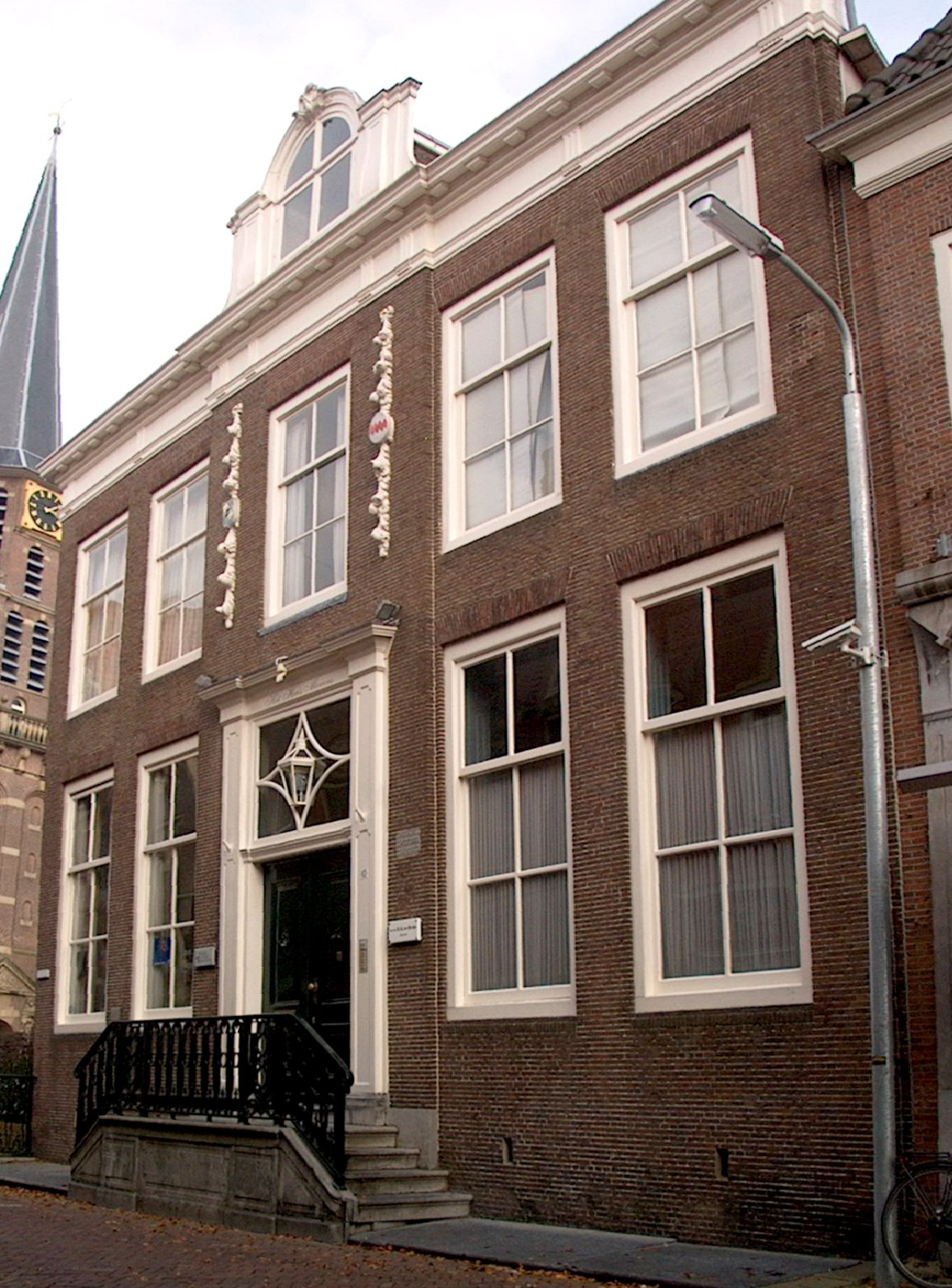
Nummer 10, Huis Verloren
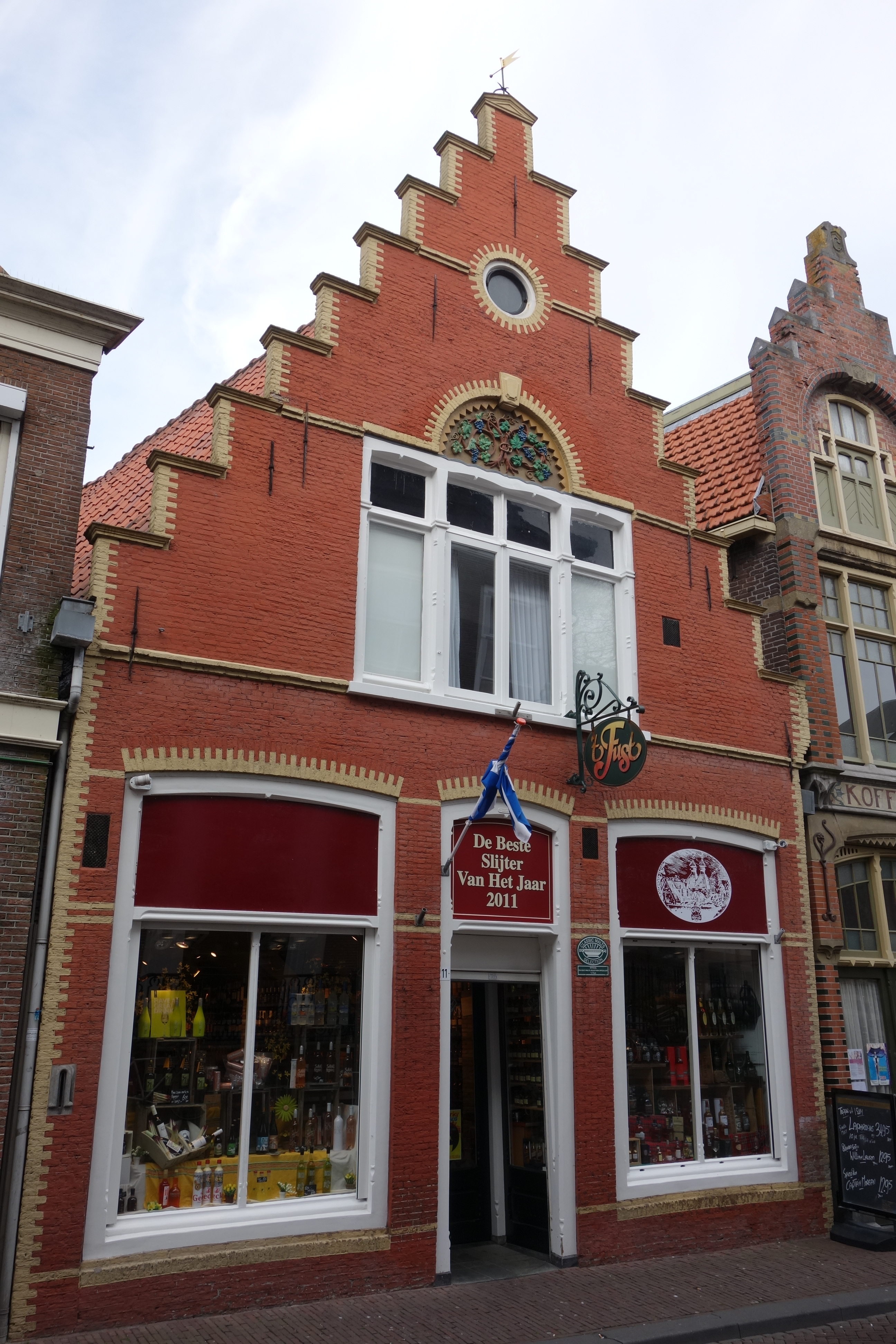
Nummer 11, naar ontwerp van A.C. Bleijs
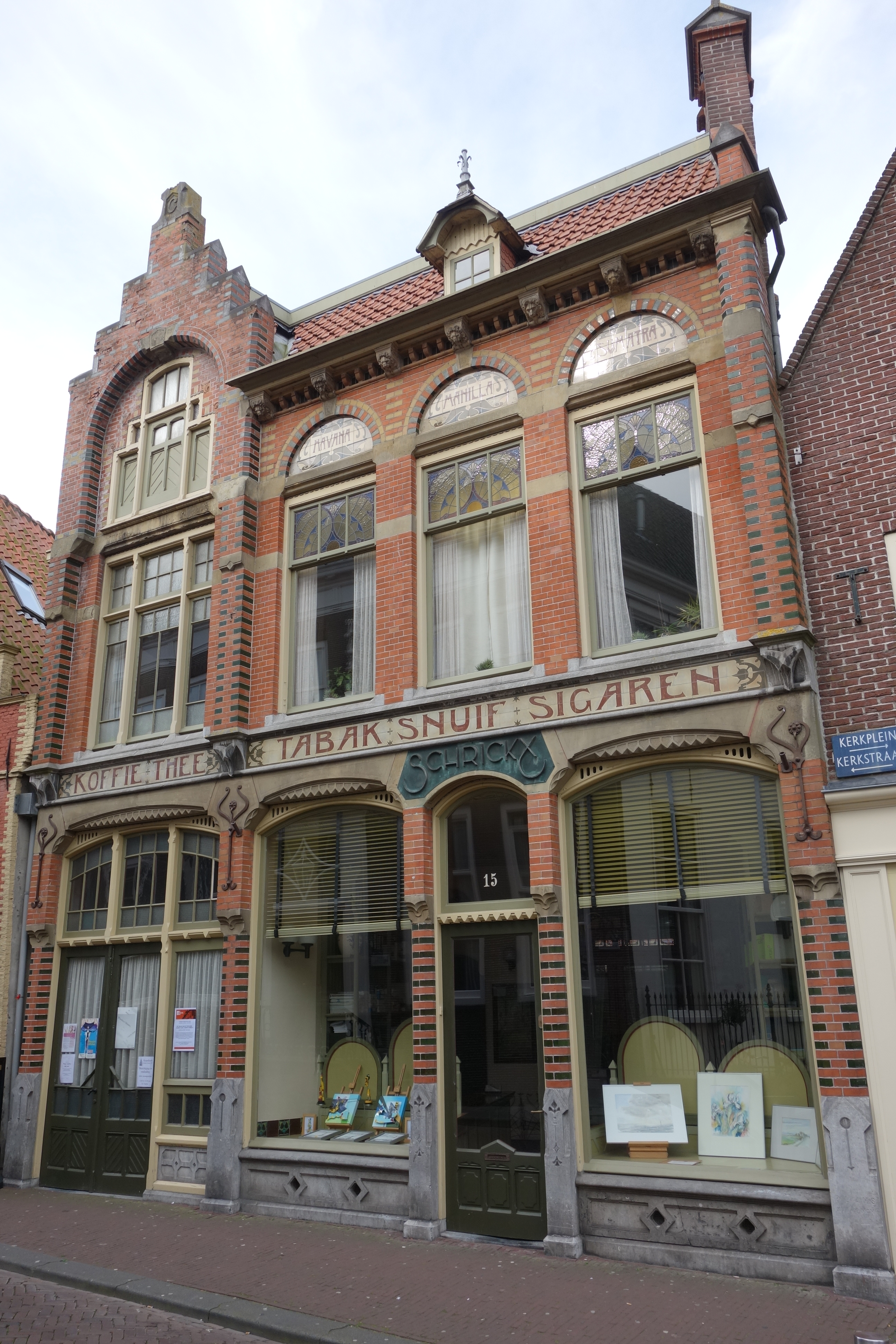
Nummer 13-15
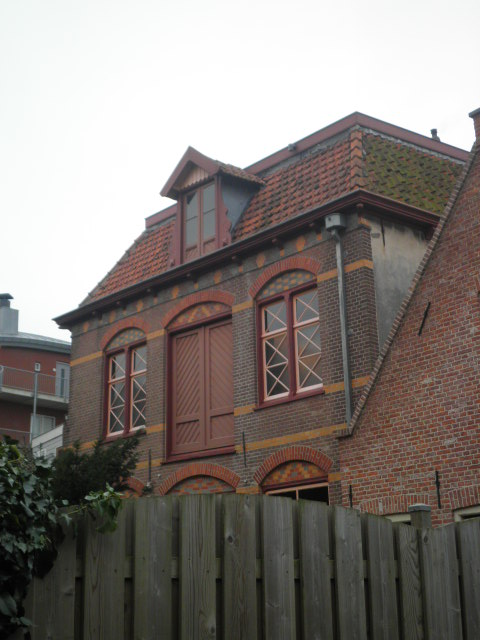
Berging bij nr. 15, staat eigenlijk aan 't Glop

Straten: ABC
· Achter de Vest
· Achter op 't Zand
· Achterom
· Achterstraat
· Appelhaven
· Baanstraat
· Bierkade
· Binnenluiendijk
· Breed
· Breestraat
· Buurtje
· Dal
· Draafsingel
· Dubbele Buurt
· G.J. Henninkstraat
· Gasfabriekstraat
· Gedempte Appelhaven
· Gedempte Turfhaven
· Gerritsland
· Gouw
· Grashaven
· Gravenstraat
· Grote Noord
· Grote Oost
· Hoge Vest
· Jeudje
· Italiaanse Zeedijk
· Keern (gedeeltelijk)
· Kerkstraat
· Kleine Noord
· Kleine Oost
· Koepoortsweg (gedeeltelijk)
· Korenmarkt
· Korte Achterstraat
· Kruisstraat
· Kuil
· Lange Kerkstraat
· Lindestraat
· Munnickenveld
· Muntstraat
· Nieuwe Noord
· Nieuwendam
· Nieuwland
· Nieuwstraat
· Noorderstraat
· Onder de Boompjes
· Oude Doelenkade
· Pakhuisstraat
· Peperstraat
· Ramen
· Scharloo
· Schuijteskade
· Slapershaven
· Spoorstraat
· Trommelstraat
· Turfhaven
· Veemarkt
· Veermanskade
· Venidse
· Vijzelstraat
· Vismarkt
· Visserseiland
· Vollerswaal
· West
· Westerdijk
· Wisselstraat
· Zon

Pleinen: De Driestal
· Kazerneplein
· Kerkplein
· Koepoortsplein
· Noorderveemarkt
· Roode Steen
· Vale Hen

Stegen: 't Glop
· Appelsteeg
· Arminiaanse Glop
· Bagijnensteeg
· Bottelsteeg
· Bottersteeg
· Broeksteeg
· Brouwerijsteeg
· Clara's Klooster
· De Zak
· Duinsteeg
· Foreestensteeg
· Geldersesteeg
· Gortsteeg
· Hanekamsteeg
· Hemelsteeg
· Hoogesteeg
· Jan Haringsteeg
· Jan van Necksteeg
· Jeroenensteeg
· Kleine Havensteeg
· Kloppoort
· Knipboogsteeg
· Mallegomsteeg
· Melknapsteeg
· Molsteeg
· Mosterdsteeg
· Nieuwsteeg
· Oosterkerksteeg
· Paardensteeg
· Paradijssteeg
· Pieterseliesteeg
· Pompsteeg
· Proostensteeg
· Schellinkhoutersteeg
· Schoolsteeg
· Schotland
· Sliep Schaar en Messteeg
· Slijksteeg
· Smelterssteeg
· Tempelsteeg
· Turfsteeg
· Watertje
· Wester St. Jansteeg
· Wijdebrugsteeg
· Wijdesteeg
· Zevenhoeksesteeg
· Zoutkeetsteeg